# Graphiurus nagtglasii
Espèce
Synonymes
- Graphiurus hueti Rochebrune, 1883

Statut de conservation UICN

 LC  : Préoccupation mineure
Graphiurus nagtglasii est une espèce de petit rongeur de la famille des Gliridae qui fait partie des loirs africains.
Son épithète spécifique honore l'administrateur colonial néerlandais Cornelis Nagtglas (1814-1897). 